# Qımıl
Qımıl è un comune dell'Azerbaigian situato nel distretto di Quba.